# موتور الله‌بخش (چابهار)
موتور الله‌بخش یک منطقهٔ مسکونی در ایران است که در دهستان پیرسهراب واقع شده‌است. موتور الله‌بخش ۵۷ نفر جمعیت دارد.